# Gert Kohlmann
Gert Otto Robert Kohlmann (* 3. Dezember 1919 in Hannover; † 31. Dezember 2021) war ein deutscher Offizier, Angehöriger des Bundesnachrichtendienstes und zuletzt Generalmajor des Heeres der Bundeswehr.

## Leben
Kohlmann, Sohn eines Diplom-Ingenieurs und Hauptmanns der Reserve, trat am 1. Dezember 1939 als Offizieranwärter im Artillerie-Regiment 19 in Hannover in die Wehrmacht ein, wurde im Mai 1940 Kanonier in der 1. Batterie jenes Regiments und war vom Januar bis April 1941 an der Artillerieschule in Jüterbog. Am 1. April 1941 wurde er zum Leutnant befördert. Im Mai 1941 absolvierte er den Lehrgang für Zugführer an der Flakartillerieschule I in Rerik und war von Juni 1941 bis Dezember 1941 Batterieoffizier der Artillerieabteilung 279. Im Januar und Februar 1942 besuchte er den Lehrgang für E-Messwesen an der Flak-Artillerieschule in Schongau und war von Februar bis Dezember 1943 Batterieoffizier und Adjutant in der motorisierten Heeres-Flak-Abteilung 289.  Am 1. Juni 1943 wurde er zum Oberleutnant ernannt. Ab dem 18. Juni 1944 war er Batteriechef der 1. Batterie des Artillerieregiments 352. Von September 1944 bis Dezember 1947 war er in britischer Kriegsgefangenschaft. Kohlmann war ein Kriegskamerad von Franz Josef Strauß.
Von 1948 bis 1951 studierte Kohlmann Betriebswirtschaftslehre an der Ludwig-Maximilians-Universität München und wurde im November 1951 Diplom-Kaufmann. Am 7. April 1955 promovierte er. Von Juli 1955 bis Februar 1956 war er Direktionsassistent der Firma Knapp & Peitz in München.
Am 1. März 1956 trat Kohlmann als Hauptmann in die Bundeswehr ein und würde zunächst bis Januar 1957 bei der Annahmeorganisation Köln verwendet. Anschließend war er von Februar 1957 bis März 1958 Batteriechef im Feldartillerieregiment 4 in Landshut. Von 1958 bis 1959 absolvierte er den 2. Generalstabslehrgang Heer an der Führungsakademie der Bundeswehr in Hamburg, wo er zum Offizier im Generalstabsdienst ausgebildet wurde. Danach war er von April 1959 bis Mai 1962 Referent im Bundesnachrichtendienst. Im Mai 1962 kehrte er als G2 der 1. Gebirgsdivision in Garmisch-Partenkirchen in die Streitkräfte zurück, wurde im März 1962 Referent im Führungsstab der Bundeswehr III 3 im Bundesministerium der Verteidigung (BMVg) in Bonn, im Oktober 1965 Chef des Stabes der 1. Gebirgsdivision  und im Dezember 1967 Referatsleiter I 1 im Führungsstab des Heeres im BMVg. Von Oktober 1970 bis September 1974 war er Brigadekommandeur der Gebirgsjägerbrigade 22 in Mittenwald. Anschließend war er von Oktober 1974 bis zu seiner Versetzung in den Ruhestand mit Ablauf des März 1980 Divisionskommandeur der 4. Jägerdivision in Regensburg.
Nach Heinrich Fischler Graf von Treuberg war Kohlmann der älteste noch lebende General der Bundeswehr. Als er 2021 verstarb, war er 102 Jahre alt.
Kohlmann war evangelisch, verheiratet und hatte vier Kinder.

## Mitgliedschaften
- Clausewitz-Gesellschaft[3]

## Auszeichnungen (Auswahl)
- 1942: Eisernes Kreuz I. Klasse
- 1942: Sturmabzeichen
- 1942: Heeres-Flak-Abzeichen
- 1943: Verwundetenabzeichen in Schwarz
- 1973: Bundesverdienstkreuz 1. Klasse
- 1978: US Legion of Merit Officer[1]
- 1979: Großes Bundesverdienstkreuz
- 1982: Bayerischer Verdienstorden

## Veröffentlichungen (Auswahl)
- Der Zentraleinkauf in Warenhausfilialbetrieben und seine Problematik, München 1954. (Dissertation)
- Begegnung mit Leutnant Strauß in Rußland, in: Franz Josef Strauß. Erkenntnisse – Standpunkte – Ausblicke, hg. von Karl Carstens u. a., München 1985.